# Лак (Вісконсин)
Лак (англ. Luck) — селище (англ. village) в США, в окрузі Полк штату Вісконсин. Населення — 1093 особи (2020).

## Географія
Лак розташований за координатами 45°34′36″ пн. ш. 92°27′45″ зх. д. / 45.57667° пн. ш. 92.46250° зх. д. (45.576753, -92.462503).  За даними Бюро перепису населення США в 2010 році селище мало площу 6,45 км², з яких 4,88 км² — суходіл та 1,57 км² — водойми.

### Клімат
| Клімат : Лак            | Клімат : Лак | Клімат : Лак | Клімат : Лак | Клімат : Лак | Клімат : Лак | Клімат : Лак | Клімат : Лак | Клімат : Лак | Клімат : Лак | Клімат : Лак | Клімат : Лак | Клімат : Лак | Клімат : Лак |
| Показник                | Січ.         | Лют.         | Бер.         | Квіт.        | Трав.        | Черв.        | Лип.         | Серп.        | Вер.         | Жовт.        | Лист.        | Груд.        | Рік          |
| Абсолютний максимум, °C | 11,1         | 15,0         | 26,7         | 31,7         | 32,8         | 36,1         | 38,3         | 37,8         | 35,6         | 29,4         | 22,2         | 16,1         | 38,3         |
| Середній максимум, °C   | −5,2         | −2,3         | 4,9          | 13,9         | 20,5         | 24,9         | 27,3         | 26,1         | 21,3         | 14,1         | 4,4          | −3,6         | 12,2         |
| Середній мінімум, °C    | −15,7        | −13,2        | −6,2         | 0,9          | 7,4          | 12,4         | 14,9         | 14,2         | 9,5          | 3,1          | −4,3         | −12,6        | 0,9          |
| Абсолютний мінімум, °C  | −41,7        | −38,9        | −30,6        | −18,3        | −6,7         | 0,0          | 3,9          | 0,6          | −5,6         | −12,8        | −29,4        | −42,2        | −42,2        |
| Норма опадів, мм        | 21           | 20           | 40           | 68           | 93           | 105          | 99           | 111          | 101          | 82           | 49           | 27           | 816          |
| Днів з опадами          | 7            | 6            | 7            | 9            | 12           | 12           | 11           | 10           | 10           | 11           | 8            | 9            | 112,0        |
| ----------------------- | ------------ | ------------ | ------------ | ------------ | ------------ | ------------ | ------------ | ------------ | ------------ | ------------ | ------------ | ------------ | ------------ |
| Джерело: NOAA           |              |              |              |              |              |              |              |              |              |              |              |              |              |

## Демографія
Згідно з переписом 2010 року, у селищі мешкало 1119 осіб у 475 домогосподарствах у складі 289 родин. Густота населення становила 173 особи/км².  Було 567 помешкань (88/км²).
Расовий склад населення:
| - 97,2 % — білих - 0,5 % — корінних американців - 0,2 % — чорних або афроамериканців - 0,1 % — азіатів |

До двох чи більше рас належало 1,8 %. Частка іспаномовних становила 1,7 % від усіх жителів.
За віковим діапазоном населення розподілялося таким чином: 20,7 % — особи молодші 18 років, 55,6 % — особи у віці 18—64 років, 23,7 % — особи у віці 65 років та старші. Медіана віку мешканця становила 45,6 року. На 100 осіб жіночої статі у селищі припадало 97,4 чоловіків;  на 100 жінок у віці від 18 років та старших — 87,1 чоловіків також старших 18 років.
Середній дохід на одне домашнє господарство  становив 53 628 доларів США (медіана — 39 868), а середній дохід на одну сім'ю — 68 871 долар (медіана — 70 804). Медіана доходів становила 42 143 долари для чоловіків та 36 932 долари для жінок. За межею бідності перебувало 13,8 % осіб, у тому числі 17,2 % дітей у віці до 18 років та 10,4 % осіб у віці 65 років та старших.
Цивільне працевлаштоване населення становило 477 осіб. Основні галузі зайнятості: виробництво — 29,1 %, освіта, охорона здоров'я та соціальна допомога — 25,8 %, мистецтво, розваги та відпочинок — 9,2 %, науковці, спеціалісти, менеджери — 6,5 %.